# KDE
KDE는 다양한 운영 체제에서 구동 가능한 프로그램들을 제작하는 다국적 자유 소프트웨어 커뮤니티 가운데 하나이다. 중앙 개발 허브로서 프로젝트 공동 작업을 가능하게 하는 도구와 리소스를 제공한다. 잘 알려진 제품으로는 플라스마 데스크톱, KDE 프레임워크 및 Kate, digiKam, Krita와 같은 다양한 응용 프로그램이 있다. 일부 KDE 응용 프로그램은 크로스 플랫폼이며 유닉스 및 유닉스 계열 운영 체제, 마이크로소프트 윈도우 및 안드로이드에서 실행이 가능하다.

## 역사

### 시작
KDE는 1996년 당시 튀빙엔 대학교 학생이었던 마티아스 에트리히가 개발하였다. 그는 당시의 유닉스 데스크톱 환경에 불만이 많았다. 그의 지적대로 어떠한 프로그램들도 비슷하게 보이지도, 느껴지지도, 작동하지도 않았다. 또한 그의 불만 가운데 하나는 그 당시의 데스크톱 프로그램들은 그의 여자 친구가 사용할 수 없었다는 것이다. 그 글은 많은 인기를 끌었으며 KDE 프로젝트가 시작되었다.

### 릴리즈
마티아스가 KDE의 개발에 사용한 것은 Qt였고, 이후 많은 프로그래머들이 Qt와 KDE를 기반으로 하는 프로그램을 짜기 시작해 1997년 초에 많은 프로그램들이 나오기 시작했다. 그리하여 1998년 7월 12일, KDE의 첫 버전이 나왔다.

### 사용권
다만 당시 Qt는 자유 소프트웨어 라이선스를 사용하지 않았기 때문에 GNU 프로젝트의 회원들이 걱정하기 시작했다. 그래서 하모니(Harmony)라고 하는 Qt 라이브러리의 자유 소프트웨어 구현과 Qt를 사용하지 않는 데스크톱 환경인 그놈 프로젝트가 시작되었다.
1998년 11월, Qt 툴킷은 QPL 라이선스로 오픈 소스로 공개되었지만, GPL과의 호환성이 계속 논의되었다. 2000년 9월, 트롤테크(Trolltech)는 Qt 라이브러리의 유닉스용은 GPL로 공개하였다. 이것은 자유 소프트웨어 재단의 걱정을 덜어 줄 수 있었다. Qt 4.0부터 유닉스, 맥, 윈도 플랫폼에서도 수많은 KDE 프로그램과 라이브러리가 이 플랫폼들로 포팅되고 있다.
트롤테크가 사업 실패를 해서 코드가 사라지는 것을 막기 위해서 트롤테크 쪽에서 코드를 업데이트하지 않거나 망했을 때 코드들이 BSD 라이선스로 유지되도록 하였다. KDE와 그놈 둘 다 Freedesktop.org에 참여해서 상호 호환성을 유지하려고 노력하지만 아직도 많은 선의의 경쟁이 이뤄지고 있다.
또한 Qt 4.5부터는 GNU 약소 일반 공중 사용 허가서 2.1판(이후 버전 적용 불가능)을 따를 수도 있게 되어 오픈소스 버전으로 클로즈드 소스 소프트웨어를 개발하는 것이 가능해졌다.

### 리브랜딩
2009년 11월 24일, KDE 홍보 팀에서는 KDE가 단순한 데스크톱 환경의 개발을 벗어나 소프트웨어를 개발하는 사람들의 커뮤니티의 하나의 목표라는 의미를 갖게 됨에 따라 KDE 프로젝트의 구성에 대한 공식 리브랜딩을 행할 것이라고 발표했다. 이 리브랜딩은 KDE의 의미를 '데스크톱 환경'에서 '또 하나의 목표'로 확장하는 데 초점을 맞추며 커뮤니티와 KDE 소프트웨어에 포함된 각종 기술들까지 포함하는 것으로 알려졌다. 이 리브랜딩 이후 KDE라는 이름은 기존의 K Desktop Environment라는 의미를 버리고 커뮤니티에 의해 개발되는 소프트웨어들이 공통으로 사용하는 브랜드라는 의미를 갖게 되었으며 이때까지 KDE라는 이름으로 알려졌던 데스크톱 환경은 KDE 소프트웨어 모음이라는 이름을 갖게 되었다.

## 같이 보기
- 그놈